# ريتشارد كرامب
ريتشارد كرامب (بالإنجليزية: Richard Crump)‏ هو لاعب كرة قدم كندية أمريكي، ولد في 28 فبراير 1955 في القاهرة في الولايات المتحدة.